# Astilleros y Fábricas Navales del Estado
Astilleros y Fábricas Navales del Estado (AFNE) fue una empresa estatal argentina dedicada a la industria naval que estuvo activa desde su creación en 1953 hasta su disolución en 1993. Bajo su conducción funcionaban el Astillero Río Santiago de Ensenada y la Fábrica Naval de Explosivos Azul de Azul.

## Historia
La empresa fue creada el 15 de junio de 1953 por Juan Domingo Perón como Empresa del Estado dependiente del Ministerio de Marina.
En 1968, la empresa se convirtió en sociedad anónima, quedándose el Ministerio de Defensa Nacional con el 96 % de las acciones.
En 1971, AFNE acordó con el Comando en Jefe de la Armada la construcción de un destructor Tipo 42. El producto fue el destructor ARA Santísima Trinidad, finalizado en 1981.
Entre 1976 y 1984, la empresa estuvo bajo la dependencia directa del Comando en Jefe de la Armada, en el ámbito del Ministerio de Defensa de la Nación.
Entre fines de los 70's y hasta 1981, produjo locotractores ferroviarios bajo licencia de Cockerill para Ferrocarriles Argentinos.
En 1993, en el marco de la reforma del Estado, el gobierno de Carlos Menem disolvió la empresa AFNE; y transfirió su patrimonio a la Provincia de Buenos Aires.